# Liste der Monuments historiques in Uncey-le-Franc
Die Liste der Monuments historiques in Uncey-le-Franc führt die Monuments historiques in der französischen Gemeinde Uncey-le-Franc auf.

## Liste der Objekte
| Bezeichnung                                | Beschreibung                               | Standort                       | Kennzeichnung | Schutzstatus | Datum | Bild |
| ------------------------------------------ | ------------------------------------------ | ------------------------------ | ------------- | ------------ | ----- | ---- |
| Skulptur Mantelteilung des heiligen Martin | Kalkstein, farbig gefasst, 16. Jahrhundert | in der Kirche St-Martin (Lage) | PM21002409    | Classé       | 1960  |      |
| Sakramentshaus                             | Kalkstein, farbig gefasst, 17. Jahrhundert | in der Kirche St-Martin (Lage) | PM21002410    | Classé       | 1967  |      |
| Sakristeikreuz                             | Kupfer, versilbert, 17. Jahrhundert        | in der Kirche St-Martin (Lage) | PM21003497    | Inscrit      | 1973  |      |